# روجر جي. ووكر
روجر جي. ووكر هو جيولوجي كندي، ولد في 26 مارس 1939 في لندن في المملكة المتحدة.